# 石神井公園
東京都立石神井公園（とうきょうとりつ・しゃくじいこうえん）は、東京都練馬区にある都立公園、風致公園である。三宝寺（さんぽうじ）池と石神井池を中心に、雑木林、高い木立がそびえる広場、史跡、運動場などからなる。なお、三宝寺池の北側に位置する「石神井松の風文化公園」などは区立公園（都市計画上は石神井公園）。

## 園内

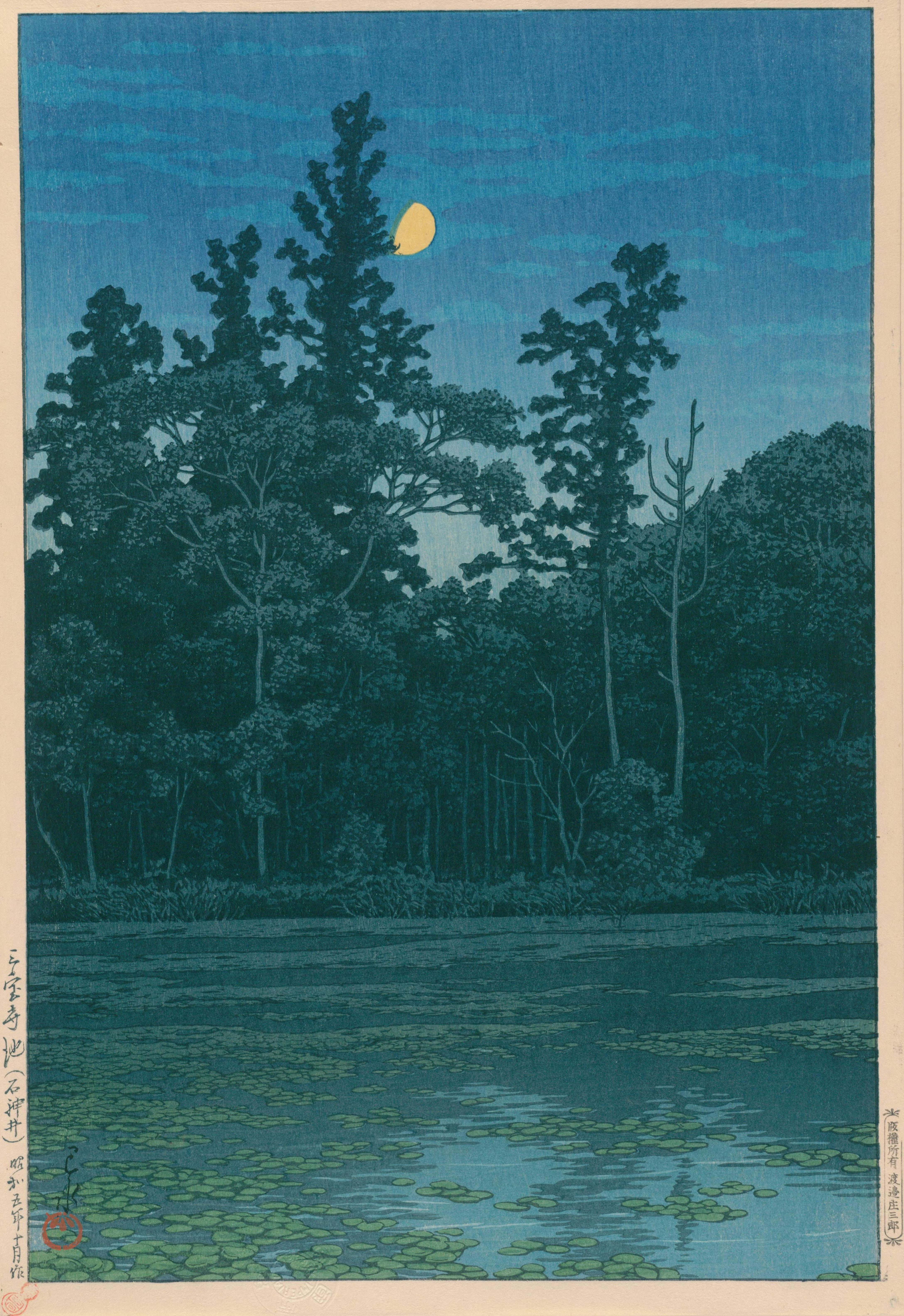
川瀬巴水『三宝寺池（石神井）』（1930年・昭和5年）

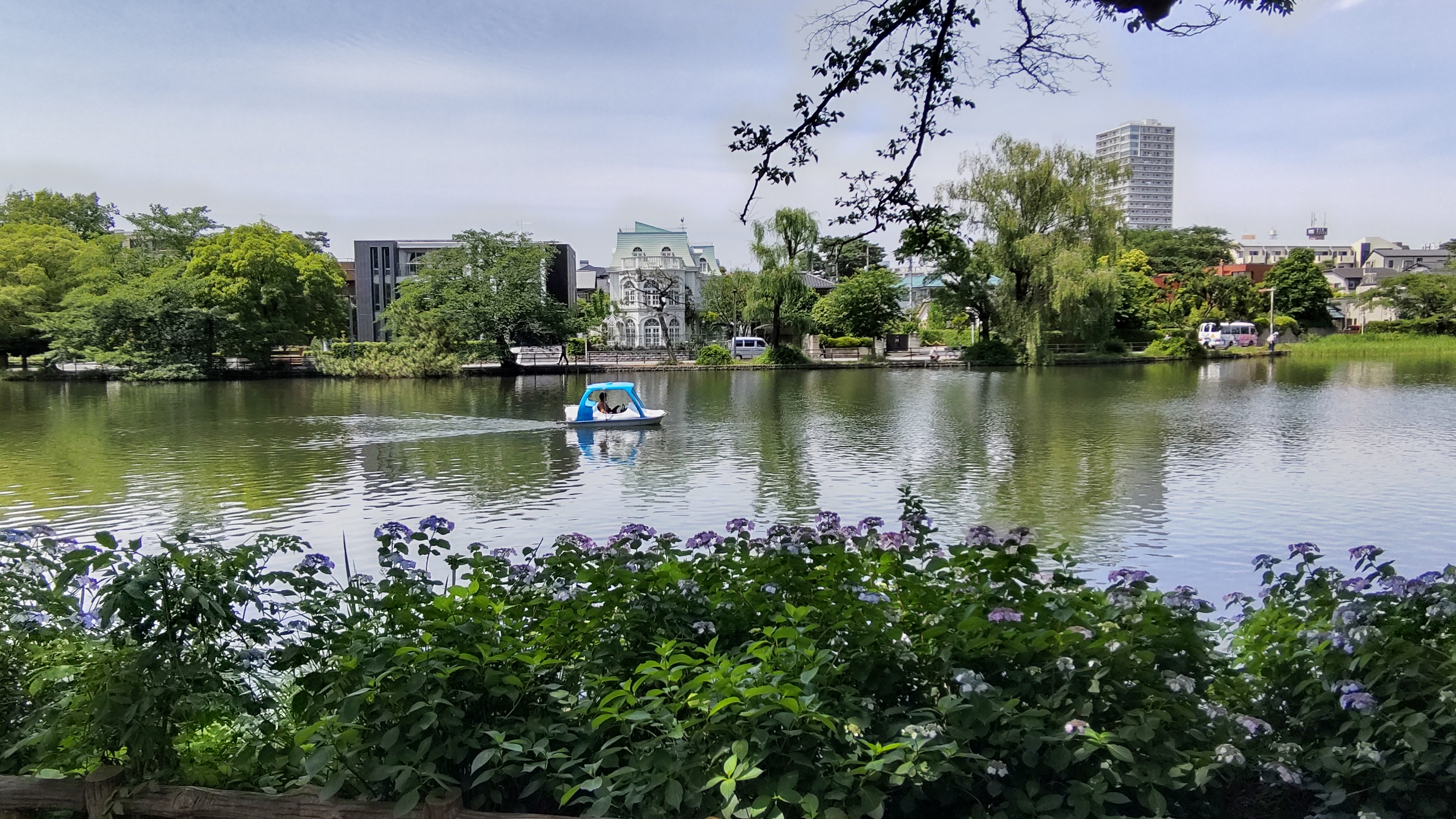
石神井池（ボート池）（2021年5月）

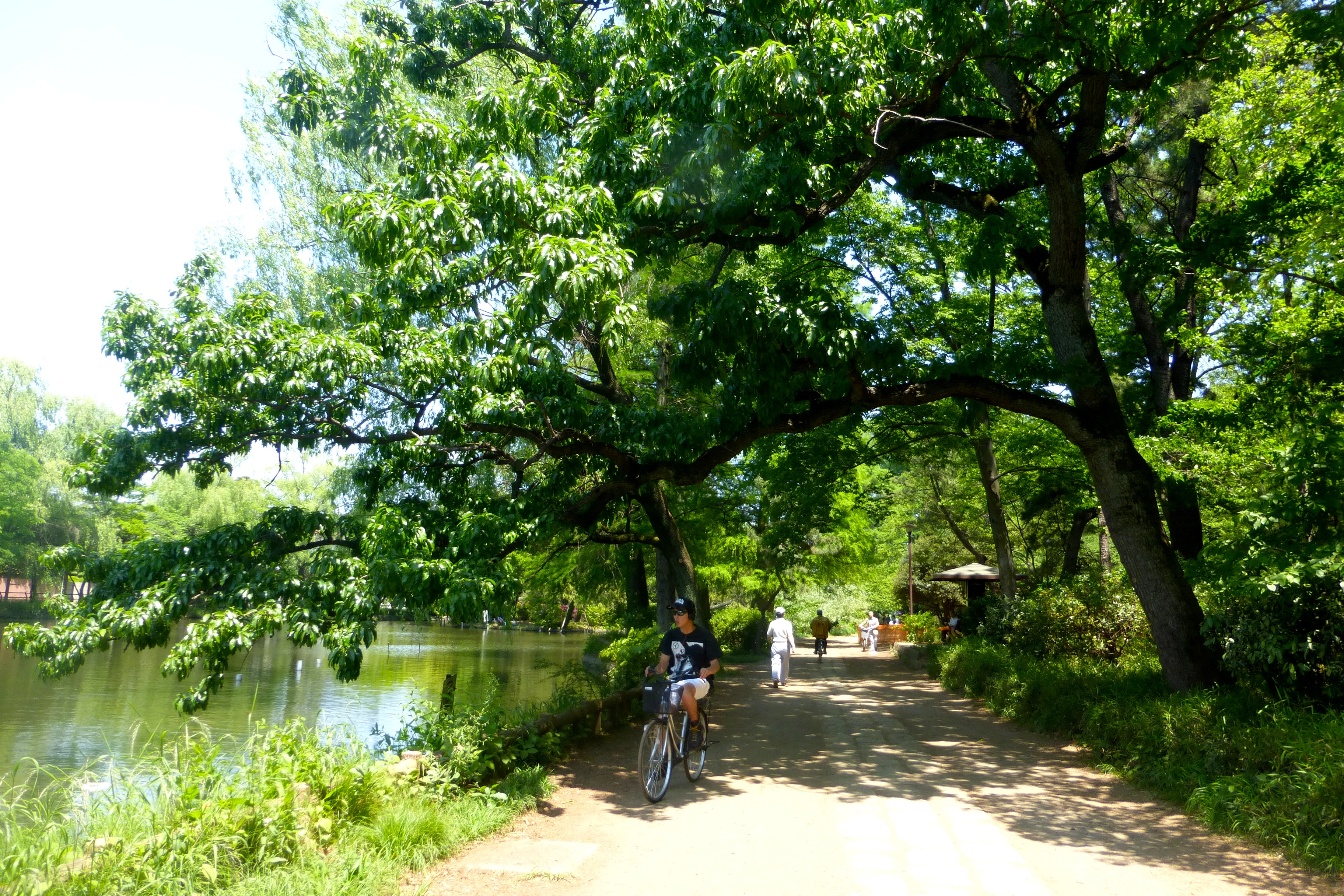
石神井池（ボート池）沿いの道（2015年5月）

石神井公園には、三宝寺池、石神井池の2つがあり、そのうち三宝寺池は、井の頭池、善福寺池と並び、武蔵野三大湧水池として知られる。園内は、天然記念物の三宝寺池沼沢（しょうたく）植物群落がある三宝寺池と、通称ボート池の石神井池に大別される。
その他の園内の施設には、有料ボート、野球場（合計3つ）、テニスコート、野外ステージ、広場、売店などがあり、区立の施設だが石神井公園ふるさと文化館、池淵史跡公園、石神井松の風文化公園も隣接している。
エリア
三宝寺池
- 三宝寺池
- 北側 - 広場・遊具・A地区野球場
- 南側 - 石神井城跡の丘陵・氷川神社
- 西側 - 野鳥誘致林・広場（丘陵）
- 東側 - ひょうたん池・水辺観察園・豊島屋（売店）

石神井池
- 石神井池
- 南側中央 - 野外ステージと高台の雑木林
- 南側中央高台の南奥 - 草地広場(八重桜)・B地区野球場・テニスコート（旧住友銀行グラウンド,富士山眺望スポット）
- 南西 - けやき広場
- 南西高台 - ふるさと文化館・池淵史跡公園（区立）・野草観察園
- 南東 - ふくろう広場・くつろぎ広場（高台）・記念庭園（小池）
- 北東 - ボート乗り場・パークス石神井（売店）

### 三宝寺池
三宝寺池には、国の天然記念物である三宝寺池沼沢植物群落がある（1935年指定）。同池は古来より、武蔵野台地からの地下水が湧き出る池としてこの地にあった。それを1959年（昭和34）に人々が散策できる公園として整備した。但し年々水量が減少しており、景観維持のために人工的に地下から揚水している。因みに池の名称は隣接する三宝寺に由来（この節で後述）。
中ノ島を中心に、カキツバタをはじめ、シャクジイタヌキモやジュンサイなどが生い茂っていた。しかし、1950年代後半から都市化が進んだことや、ヨシなどの植物を周辺の人が利用しなくなったため、植生が大きく変わった。その後、貴重な水生植物を保護するために、保護活動が行なわれている。
池淵には、厳島神社（小社）、宇賀神社穴弁天、水神社（小社）などがあり、厳島神社には昭和天皇が皇太子だった頃に植えた「御手植之松（おてうえのまつ）」がある。因みに三宝寺池の古称は弁天池といったが、同池にある厳島神社がかつて三宝寺配下の弁天社だったことに由来する。1996年に「三宝寺池の鳥と水と樹々の音」が環境庁選定の「残したい日本の音風景100選」に選ばれている。
また、1993年8月、三宝池で巨大ワニの目撃証言が相次いだため、マスコミが連日報道し、罠をしかけるなどの大騒動になったが、結局発見されなかった。

#### 三宝寺池エリア
当地には元々武蔵野を支配した豊島氏後期の居城、石神井城があり、同氏が室町時代に滅んだ時に消失したが、今は三宝寺池の南に石神井城址碑が立っている。三宝寺池はかつて石神井川の主水源とされ、流域の豪族であった豊島氏もこの水の支配の為、池の南の台地に築城したとされている。
同碑の上は丘陵になっていて、階段で登ると左手に本郭跡、空堀（からぼり）や土塁の遺跡が保存されており、高い木立がそびえる広場（無名）に出る。園外になるがそこは氷川神社と鳥居をくぐれば繋がっていて、池の南側は全体が雑木林になっている。同神社は元々石神井城の鎮守として創建された（後述）。同じく園外だが池の名称の由来になった三宝寺も細道を挟んで隣接している（後述）。
大正期に日本初の100mプールとして整備され、その後に西武鉄道が「石神井釣り道場」（1955 - 87年）として運営していた部分は、1989年（平成元年）に水辺観察園として整備されている。因みに100mプールは府立第四公衆遊泳場としてできたもので、当時開通したばかりの武蔵野鉄道が駅からプールまで無料バスを運行していた。1932年ロス五輪の金メダリスト、鶴田義行や清川正二ら選手団もこの石神井プールで合宿し「石神井遊泳団」と称号された。大正期にはまた、料亭の豊島館、旅館の武蔵野館、茶亭の見晴亭も池の畔（南東のやや高台）にできていて、そこは文士や芸術家らが集まった。
三宝寺池バス停の近くには「ひょうたん池」がある。三宝寺池の南東端の排水溝の水路を通った水は、途中ひょうたん池に引き込まれた後、井草通り下の暗渠を通って石神井池に注いでいる。
同池の北側は大正期に創業した茶屋「豊島屋」、石神井公園サービスセンター、高い木立がそびえるアスレチック（遊具あり）・おべんと・くぬぎ（遊具あり）・さくらの各広場、A地区野球場などになっている。同池の北西には豊島氏の伝説に因んだ殿塚、姫塚があり、同池の西はフェンスで囲われた野鳥誘致林、広場（無名）、同池南西は小さな宇賀神社上広場（通称）になっている。
北端で富士街道に面する「石神井松の風文化公園」は区立公園である。

### 石神井池
石神井池（1934年造成。通称ボート池）は、三宝寺池一帯が風致地区に指定された際、同池とともに武蔵野の景観を保護する目的で人工的に作られたものである。元々三宝寺池から石神井川に注ぐ三宝寺川が流れ、その周辺は田んぼで水を引く水路もあったが、一帯を人工的にせき止めるなどして池とした。但し、三宝寺池からの湧水が殆ど期待できなくなった1958年（昭和33年）には、既に157mの深井戸から揚水して池の水を確保していた。それも2013年（平成25年）以降はアオコ対策で井戸を停止し、以前の様に主に三宝寺池からの流入水で池を満たしている。
石神井池は有料のボート池としても知られ、乗り場の近くには売店がある。池の中央より西寄りに「中の島」があり、石橋が架けられていて反対岸に渡れる。池の中にはまた、三澤憲司作のモニュメントが設置されている。釣りについては三宝寺池は全面禁止だが、石神井池は禁止されているエリアと一部認められているエリアがある。因みに1930年（昭和5年）に今の池の西部分に養魚場が設置され、戦後は池の西端にもボート乗り場があった時期があり（開設年不明）、1973年（昭和48年）には池内の東端にちびっ子釣り場ができている。

#### 石神井池エリア

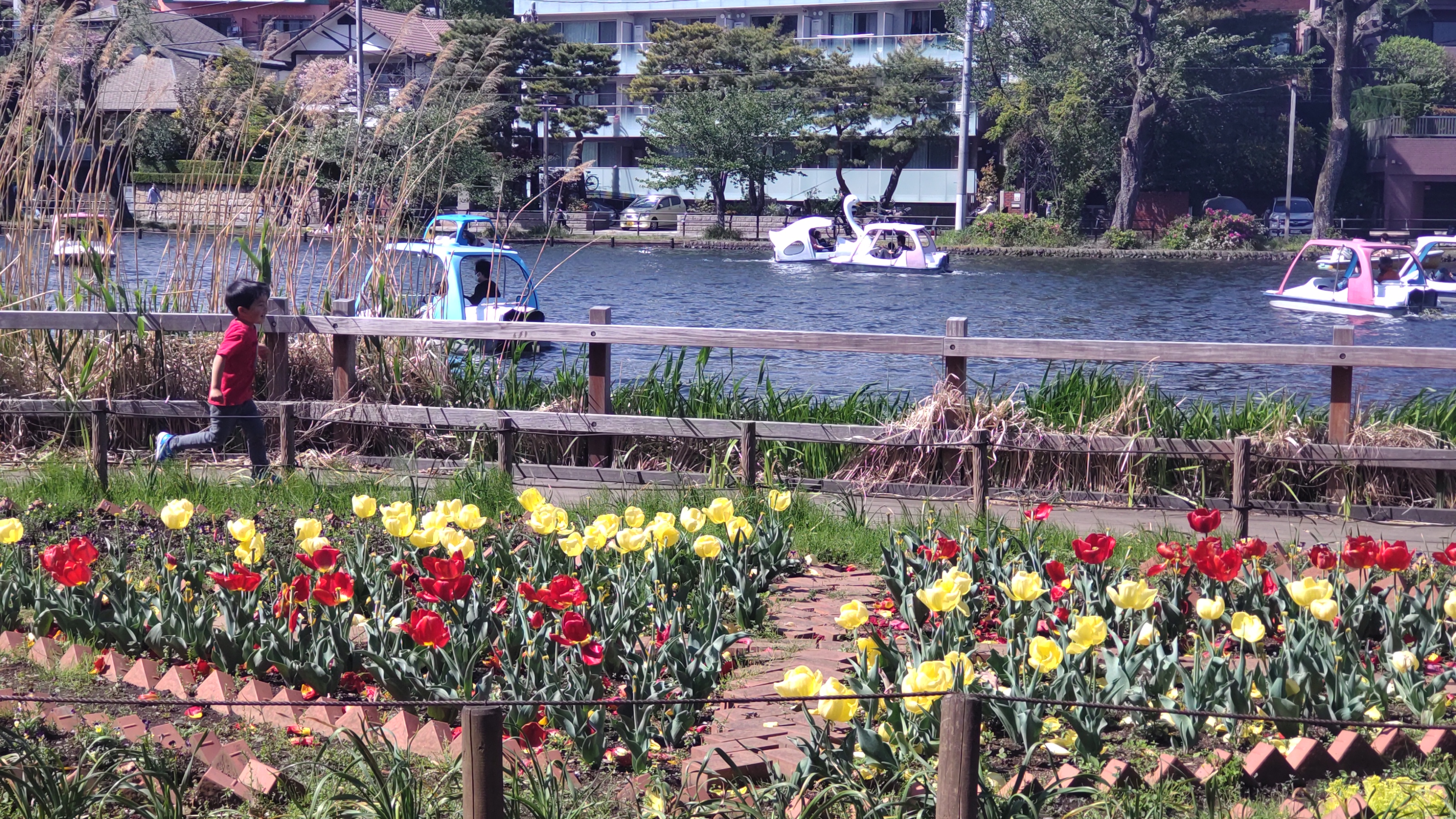
ボート池とチューリップ（2021年4月）

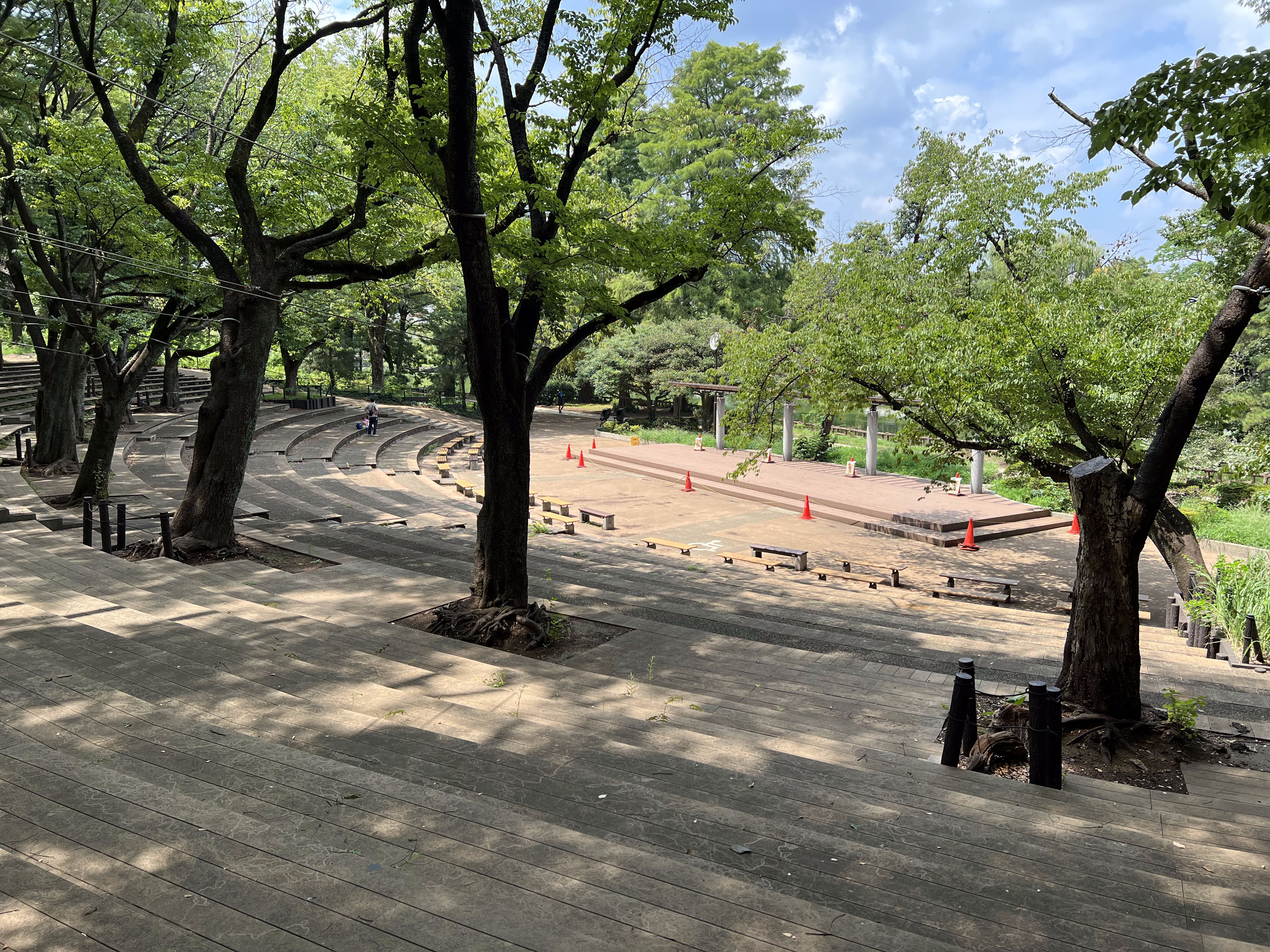
野外ステージ（2023年8月）

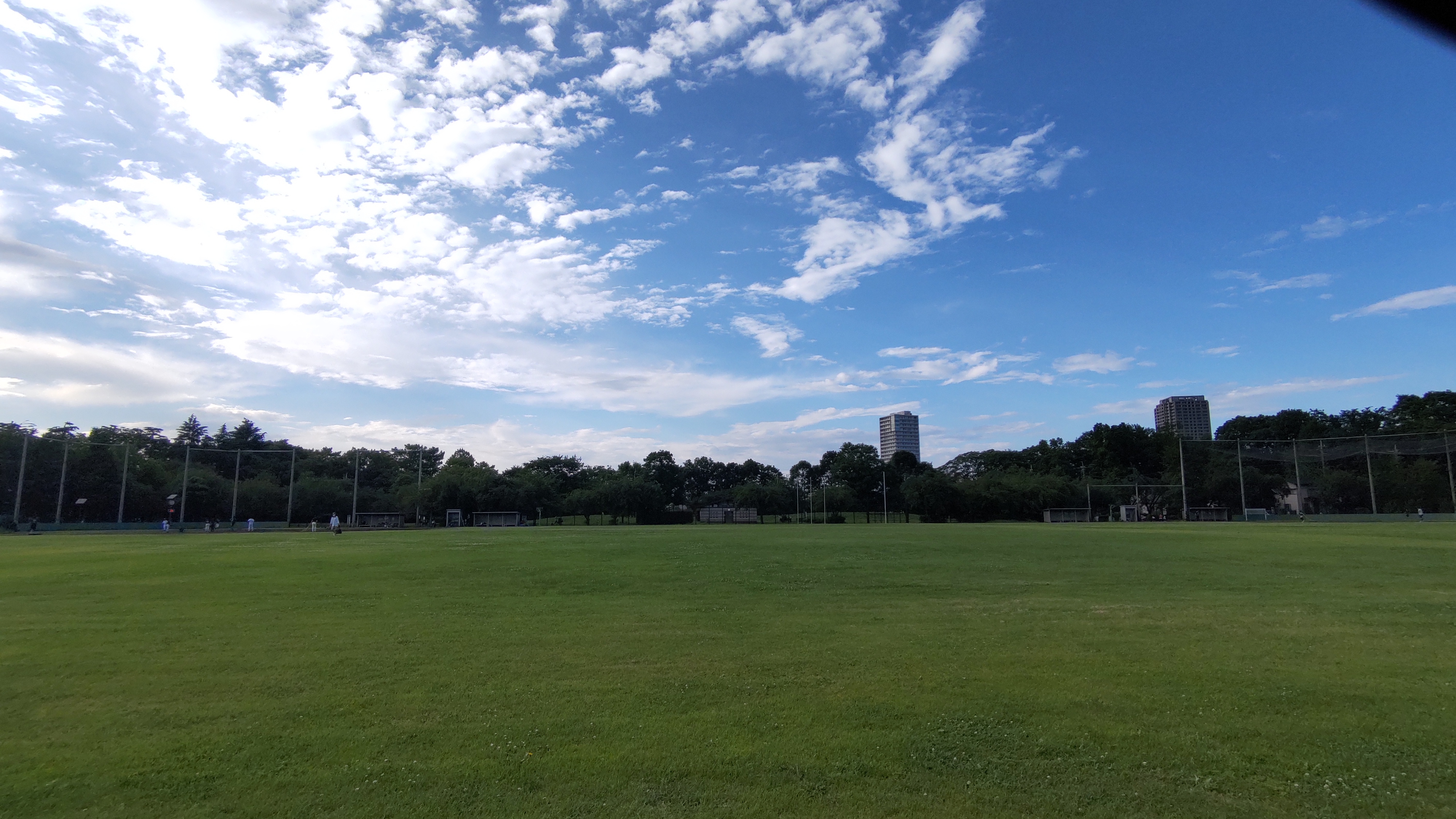
B地区野球場（旧住友銀行運動場）2021年6月

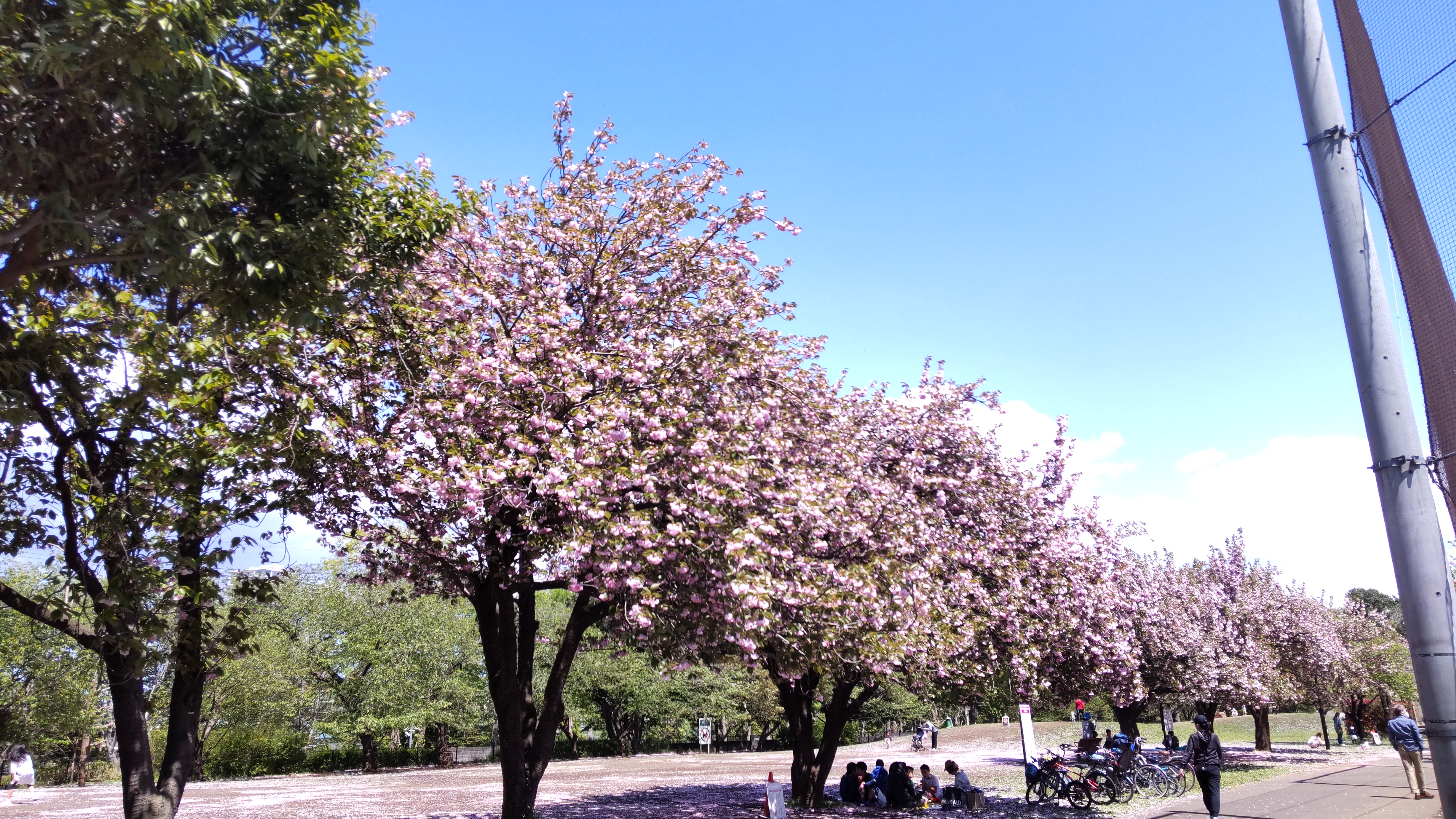
八重桜並木（2021年4月）

石神井池の南西にはけやき広場があり、その南は丘陵になっていて茅葺きの旧内田家住宅（中村橋から移築）や竪穴建物跡が見られる「池淵史跡公園」、その隣に「石神井公園ふるさと文化館」がある。けやき広場の上はまた稲荷諏訪合神社（小社）も連なる。池淵史跡公園と隣接して「野草観察園」がある。
池の南中央西寄りには野外ステージがあり、土手の上は木立に囲まれてベンチなどが置かれ、池を下方に見渡せる。土手の上の細い通りを渡って南に進むと旧三井住友銀行運動場で、2012年から石神井公園草地広場、B地区野球・小野球場、テニスコートなどとして整備された。ここは春には八重桜の名所として知られる。また富士山が眺望できるスポットでもある。
池の南東は、池淵に花壇があり春にはチューリップが咲くほか、ふくろう広場、土手を登るとくつろぎ広場がある。さらに南には高浜虚子とホトトギス一派による俳句吟行会も催された「石神井公園記念庭園」で小池もあり、庭園の土手を登ると広場（無名）になっている。因みに同記念庭園は1917年（大正6年）頃に豊田銀右衛門が「第二豊田園」として開園したもので、園内には宿泊もできる茶亭もつくられた。当時開通したばかりだった武蔵野鉄道唱歌の歌詞にも第二豊田園は出てくる。

## 沿革
大正 - 昭和初期（戦前・中）
- 1913年（大正2年）- 豊田銀右衛門がツツジ園の「第一豊田園」開園。
- 1917年（大正6年）頃- 同じく豊田氏が「第二豊田園」開園（後に喜楽園、石神井公園記念庭園と改称）[10]。
- 1910年代頃（大正年間）- 茶屋「豊島屋」創業[11]。
- 1918年（大正7年）- 旅館「武蔵野館」、料亭「豊島館」が三宝寺池南東の畔に開業[12]。茶亭「見晴亭」も2館より池の中央寄りに開業した[12]。豊島館は高浜虚子ら、見晴亭は太宰治ら多くの文士が訪れ、武蔵野館には多くの文士、芸術家が居住した[12]。
- 1918年（大正7年）- 東京府立第四公衆遊泳場（石神井水泳場）が開設。
- 1919年（大正8年）10月 - 石神井城跡,三宝寺池などが都指定文化財となる。
- 1920年（大正9年）- 石神井城址内郭北側に「人工滝」造成[12]。
- 1923年（大正12年） 
  - 人工滝が関東大震災で崩落し、閉鎖。
  - 茶屋「一力」がこの年か翌年に開店。
- 1924年（大正13年）- 関東大震災で損壊した石神井水泳場が100mプールに改修され再開（1939年《昭和14年》閉鎖）。
- 1930年（昭和5年）- 今のボート池の西部分に養魚場を設置。
- 1932年（昭和7年）- 石神井風致協会設立
- 1933年（昭和8年）- 武蔵野鉄道（現西武池袋線）の駅名が「石神井」から「石神井公園」 に変更される。
- 1934年（昭和9年）
  - 三宝寺池からの三宝寺川（旧弁天川）をせき止め、石神井池（ボート池）が誕生。
  - 日本銀行石神井運動場が開設。
  - 武蔵野鉄道直営旅館だった「武蔵野館」が個人に売却され、同館は「石神井ホテル」として営業を再開[5]。
- 1935年（昭和10年）12月24日 - 三宝寺池沼沢植物群落が天然記念物に指定される。 石神井公園蝉類博物館開館。
- 1941年（昭和16年）- 開戦後、豊島館を保谷硝子が買収（軍用望遠鏡増産のため大量の社員を採用）、同館は社員寮に[6]。
- 1944年（昭和19年）- 豊島館、武蔵野館ともに軍が接収（光が丘に軍の成増飛行場ができて以降、「特殊慰安所」にされたと伝わる）[6]。戦後間もなく豊島館はアパート、石神井ホテルはホテルとして営業再開したものの1949年にアパートになり、明治大学合宿所、芸術家らのアトリエ（石神井ホテル側）、東光精機（？）社員寮（豊島館側はのち「山田東光寮」と改称）などを経て解体[5][6]。

昭和中 - 後期（戦後）
- 1953年（昭和28）- 三宝寺池南西地区の石神井城址の土塁、空堀が崩され宅地化[12]。
- 1955年（昭和30年）- 三宝寺池地区の100mプール跡に西武鉄道が「石神井釣り道場」開設（1987年廃止）[13]。
- 1958年（昭和33年）- 石神井池でこの年既に157mの深井戸から揚水していた（深井戸が掘られた年は不明）[7]。
- 1959年（昭和34年）
  - 3月11日 - 石神井公園開園。
  - 第二豊田園が喜楽園になる。
- 1971年（昭和46年）- 三宝寺池の水量確保のため190mの深井戸を掘り揚水[8]。
- 1972年（昭和47年）- 区民プール建設予定地から縄文土器片や竪穴建物跡を検出。
- 1973年（昭和48年）- ボート池内の東端に「ちびっこつり場」設置[9]。
- 1973年・1974年（昭和47・48年）- 池淵（旧地名）遺跡（石神井川と三宝寺池の間の台地）の発掘調査。縄文時代中期の竪穴建物跡確認。
- 1974年（昭和49年）- 練馬区立「石神井プール」が現在の場所に開設（現区立石神井公園ふるさと文化館に併設）。
- 1975年（昭和50年）- 豊島館取り壊し。
- 1977年（昭和52年）- 石神井ホテル取り壊し。
- 1978年（昭和53年）- 石神井公園記念庭園開園。喜楽園（旧第二豊田園）を都が取得、石神井公園に編入して再整備。喜楽園には現在の石神井公園第一駐車場内の下方に釣り堀もあった。喜楽園釣り堀とは別に金木園も近くの区立和田堀公園・緑地一帯に釣り堀とプールを経営していた。
- 1980年（昭和55年）- 水路跡や金木園（釣り堀、プール）だった場所に和田堀公園オープン。
- 1982年（昭和57年）- 三宝寺川の下流域を暗渠にし、地上を和田堀緑道として整備。
- 1983年（昭和58年）- 石神井池西側のボート乗り場廃止。
- 1987年（昭和62年）- 石神井釣り道場廃止。経営主体の西武鉄道が都に寄付。
- 1988年（昭和63年）4・5月 - 照姫まつり始まる。

平成 - 令和
- 1989年（平成元年）6月 - 三宝寺地区の釣り堀だった場所に水辺観察園完成。同年に金木園だった場所に区立和田堀緑地も整備。
- 1993年（平成5年）- 見晴亭が取り壊し。
- 1995年（平成7年）- 豊島屋近くのもう一つの茶屋「一力」閉店。画家黒澤信男「春雪」で一力茶屋前が描かれている。
- 2007年（平成19年）3月31日 - ちびっこつり場を廃止[9]。
- 2010年（平成22年）- 練馬区立 石神井公園ふるさと文化館、池淵遺跡公園開館園。
- 2012年（平成24年）- 旧三井住友銀行運動場がB地区野球場、テニスコート、草地広場などとして開園。
- 2014年（平成26年）4月 - 練馬区立石神井松の風文化公園が日本銀行石神井運動場だった場所に開園。
- 2018年（平成26年）- 東京海上日動石神井スポーツセンター（1960年代開設）に新体育館建設。
- 2021年（令和3年） - かいぼりの実施に合わせ「人工池の生態系を壊す」という名目で人々の目を楽しませていた鯉を駆除[要出典]。

## イベント

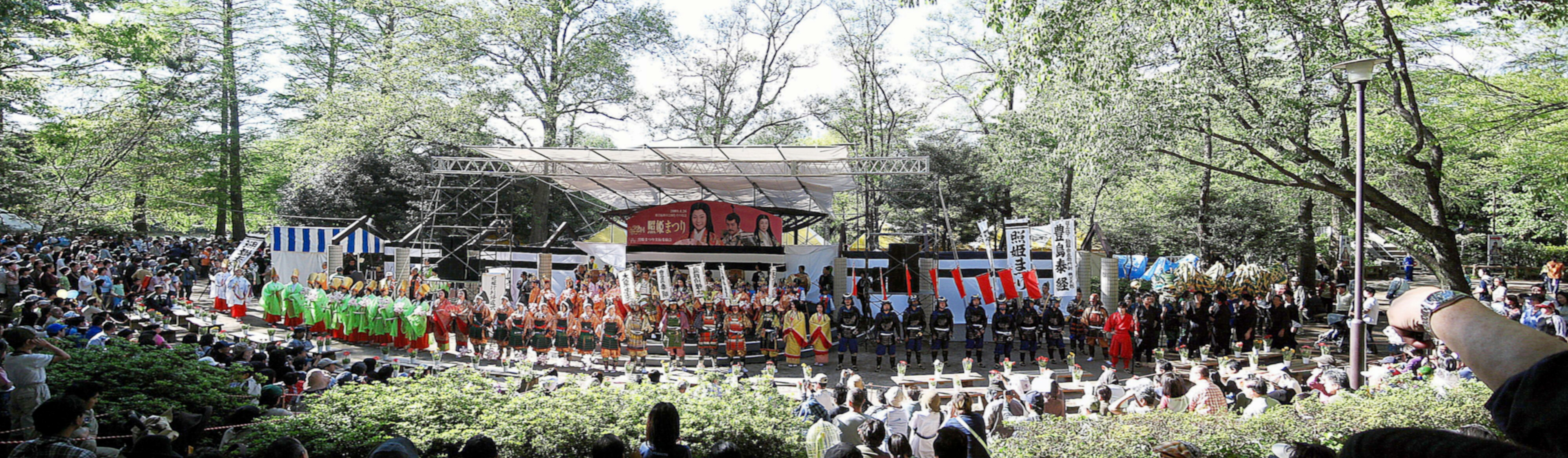
照姫まつり（写真は2009年4月）

### 照姫祭り
- 照姫まつり（毎年4月 - 5月)

三宝寺池には石神井城落城の際に豊島氏の姫、照姫が身を投げたと言う伝説があり、練馬区では照姫を偲んだ照姫まつりを1988年（昭和63年）より毎年4月 - 5月に開催している。また三宝寺池エリアの北西部に姫塚、殿塚がある。

### その他
- 練馬こどもまつり（毎年5月）2019年、コロナにより中止、以降未開催
- 石神井地区祭（毎年9月）2024より11月
- 三宝寺池自然誌学校（毎年開催）- 写真展、アメリカザリガニ捕獲、三宝寺池水族館（当日の朝三宝寺池で捕れた生きものを展示）など。

## 交通
- 西武池袋線 石神井公園駅南口から徒歩5分
- 西武バスと関東バス 〔荻14（西武バスのみ）〕・〔荻11 (関東バス・西武バス)〕・〔阿50 (関東バスのみ)〕石神井公園バス停下車
- 西武バス 〔荻15〕・〔荻16〕三宝寺池下車
- 西武バス 〔吉60〕石神井中学校下車徒歩5分

## 公園周辺

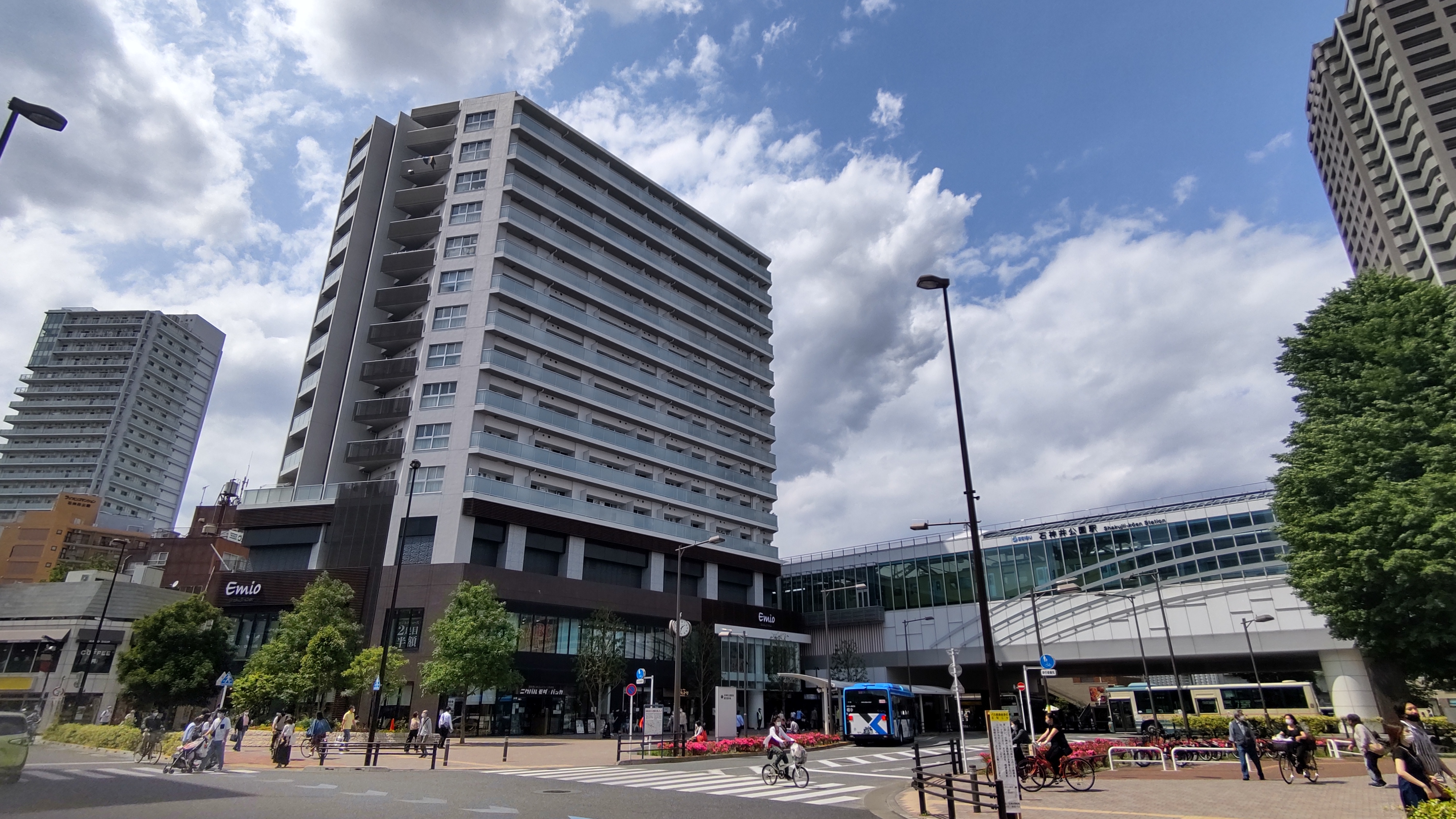
石神井公園駅南口（2021年5月）

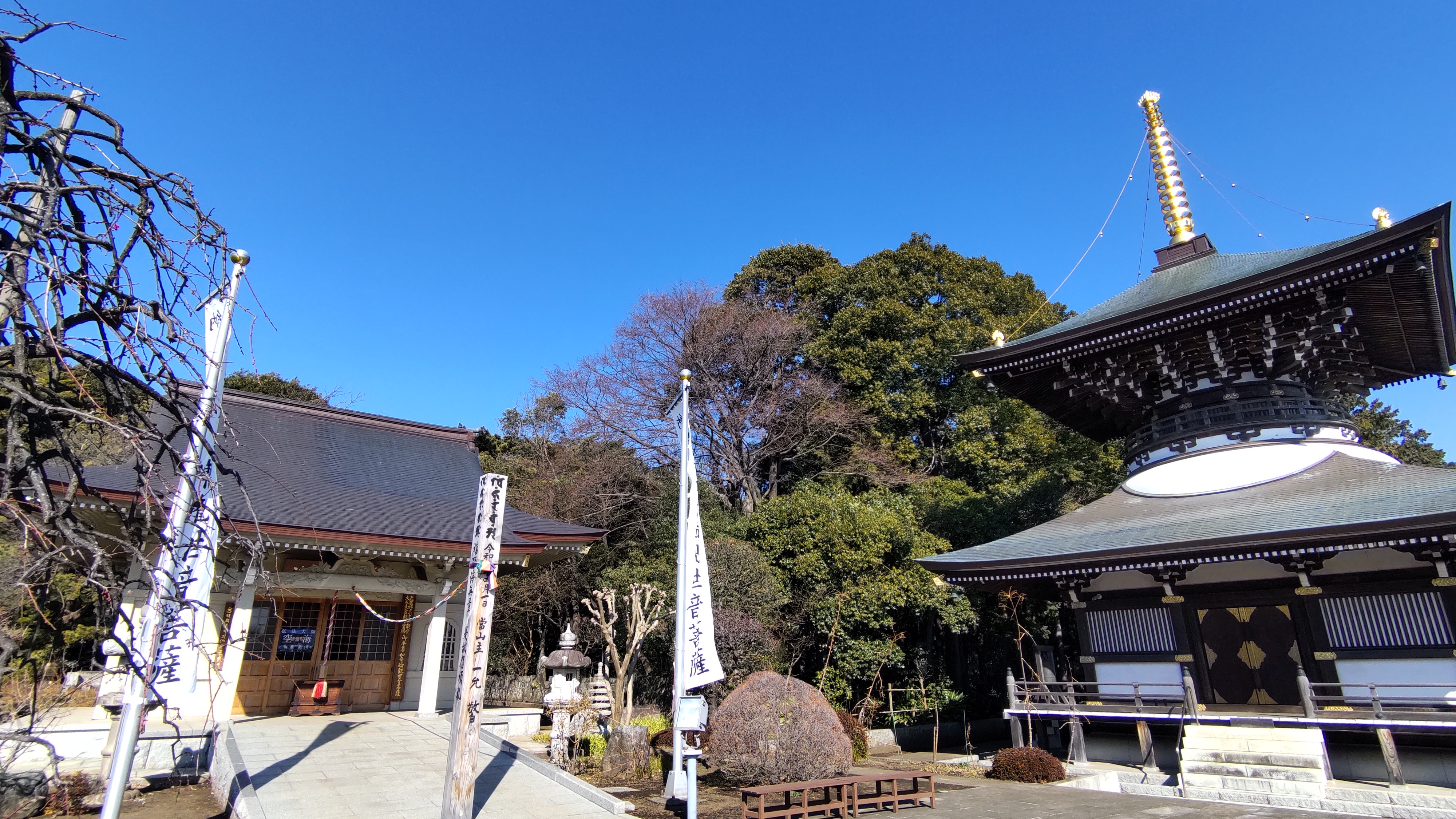
三宝寺「根本大塔（向右側）と観音堂」2021年2月

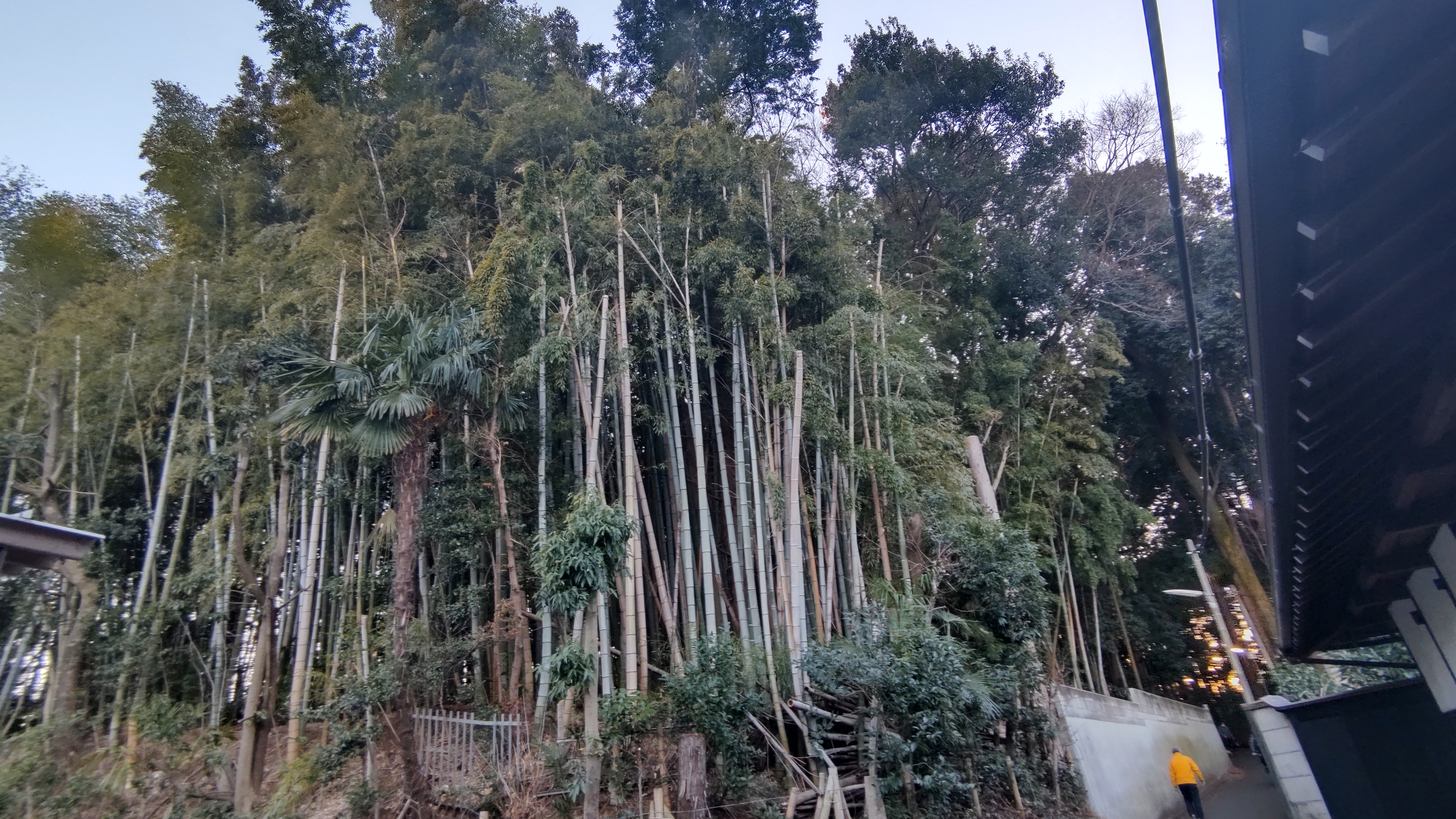
石神井公園隣「三宝寺の竹林」（右下通路を挟んで石神井公園）2021年1月

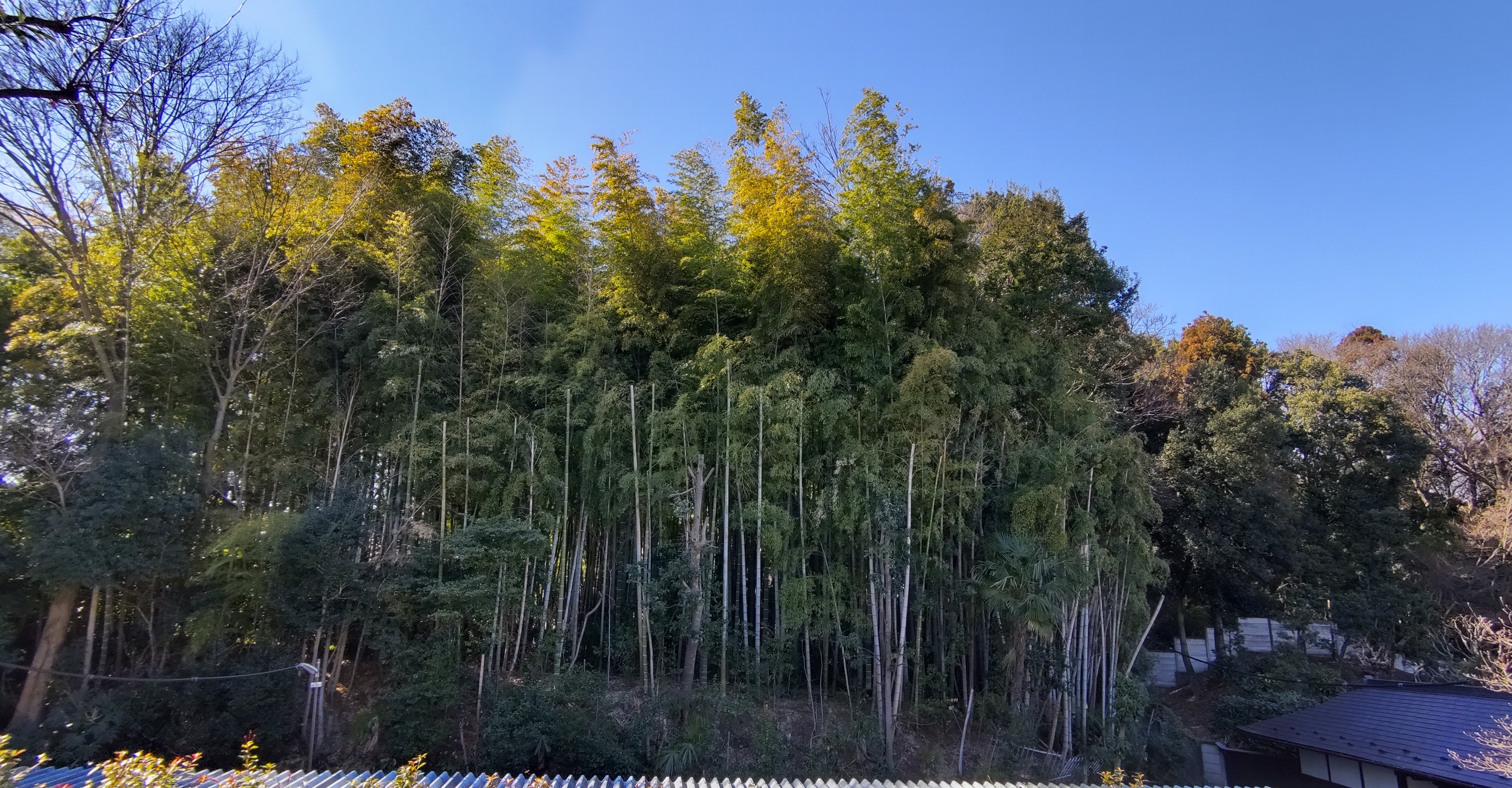
石神井公園隣の「三宝寺の竹林」2021年2月

公園の南から南東にかけては三宝寺池を水源の一つとする石神井川が流れている。
当地を含む石神井町一帯は石神井公園駅、クイーンズ伊勢丹の入ったピアレスなどの商業施設、練馬区役所石神井庁舎もあるため、石神井地区の中心的な存在となっている。また近隣は多くが高級住宅街として知られる。西武鉄道は2017年までに一定の完成を見た石神井公園駅周辺の再開発について、「西武線沿線のイメージを形成していく上でのシンボルプロジェクト」としている。

### 石神井公園と古刹
石神井城があった公園の近辺には、城主だった豊島氏や豊島氏を滅ぼした太田道灌にまつわる神社や寺院がある。
三宝寺池の南側は神社仏閣地帯になっていて、石神井城の鎮守として室町時代に創建された氷川神社があり、この辺りの氏神神社に指定されている。同神社は元々石神井城内の何処かにあったが、豊島氏没落後に今の場所に遷移した。池の名称の由来となり、太田道灌が当地へ移した真言宗寺院の三宝寺（江戸期まで末寺を擁していた本寺格）、豊島（輝時）氏が建てた曹洞宗寺院の道場寺（ねりまの名木、道場寺のクロマツあり）などもある。三宝寺の山門は三代将軍徳川家光が鷹狩の際に休憩に立ち寄った記録が残ることから「御成門（おなりもん）」と呼ばれ、その横には元勝海舟邸にあった長屋門（成増駅近くにあった遊園地兎月園から移設）が設置されている。同寺は不動明王を本尊とし、多くのお堂を配し、高さ9mの十一面観音菩薩像、根本大塔（多宝塔）、白い外観の観音堂、地下にある子育千体地蔵堂（天国地獄絵図あり）、鐘楼（梵鐘が区指定有形文化財）などがある。
一方、石神井池の南東の石神井記念庭園の先には真言宗寺院の禅定（ぜんじょう）院（本尊：阿弥陀如来）があり、弘法大師尊像、延命地蔵、いぼ神地蔵などが置かれる。因みに三宝寺と禅定院は御府内八十八箇所霊場。他にも公園の北東、区立和田堀公園の近くには和田稲荷神社、高架北側に離れるが石神井神社がある。

### 三宝寺の巨大竹林

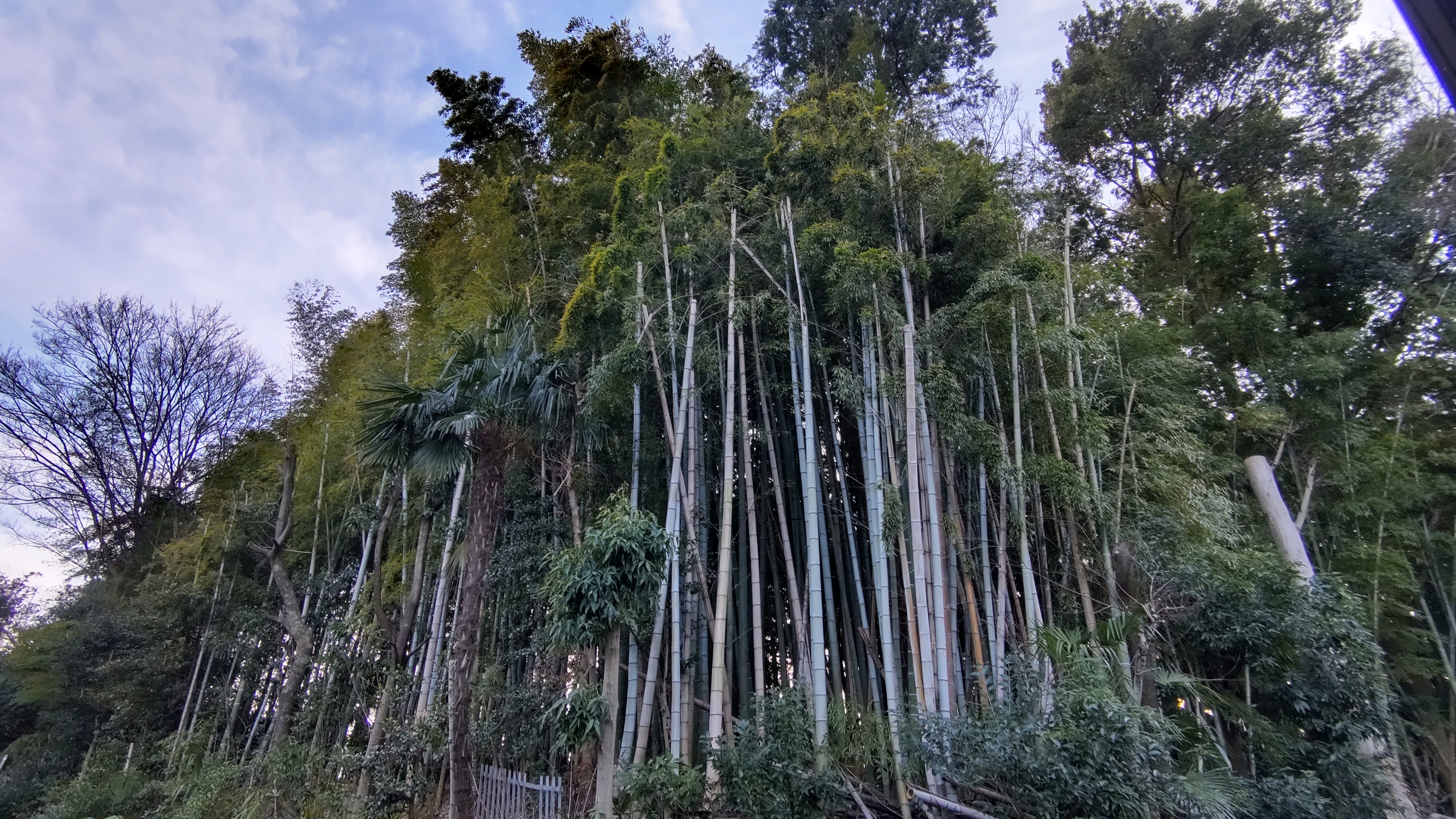
石神井公園隣の「三宝寺の竹林」2021年1月

石神井公園と細道を挟んで隣接する三宝寺の裏庭には竹林がある。また三宝寺と道場寺の境の通りの道場寺側に高台の緑地スペースがあり、階段で上がると竹林とそれに連なる石神井公園の森を正面に見渡せる。

### 石神井川と三宝寺川

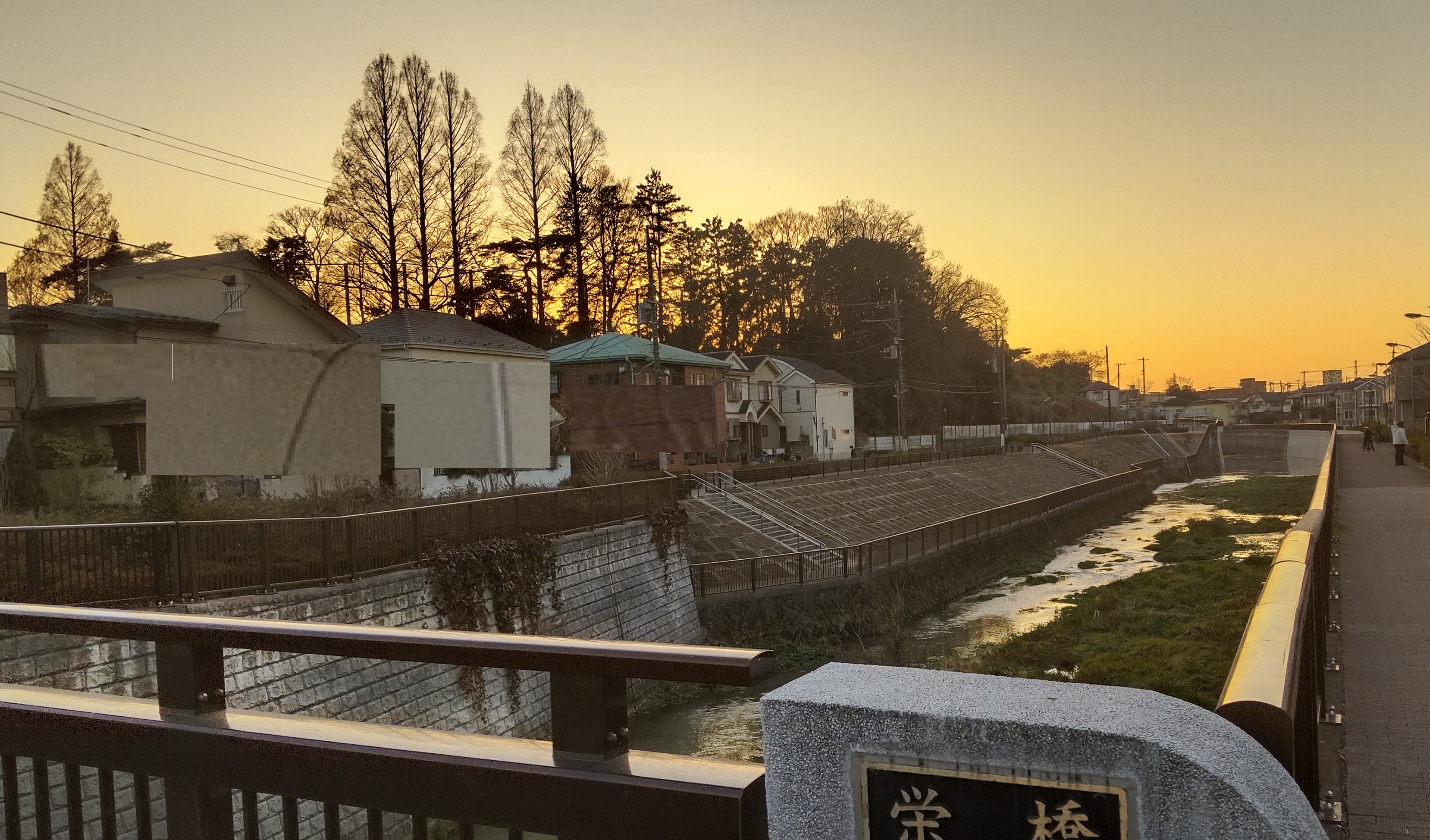
練馬区「石神井川と早学院の木立」（石神井公園の近く、栄橋から)

石神井川が石神井公園のすぐ近くを流れており、河川整備事業が行われている。
かつて三宝寺池から石神井川へ三宝寺川が流れていて、古称を弁天川といった。三宝寺川の多くは周囲の水田などとともに石神井池となり、下流域は三宝寺池の湧水が枯れたことにより流れが消失していたが、1982年（昭和57年）に水路跡を和田堀緑道として整備した。ミニ橋などができ、夏季のみ石神井池の水をろ過して流し下水へと繋がる。
但し、かつて石神井川の水源となっていた水路は遮断され、公園の東端で地下の暗渠に流れ落ちているが、それを再び石神井川に戻す試みも始まっている。

### 石神井公園と釣り堀／プール
かつて石神井公園一帯は多くの釣り堀とプールがあった。川が近く湧水地だったことに拠るかもしれない。石神井池（ボート池）ができる前、1930年（昭和5年）に現在の中之島以西に養魚場（釣り堀）があり、1955年（昭和30年）は三宝寺池エリアの100mプールだった場所に西武鉄道が「石神井釣り道場」を開場。1973年（昭和48年）はボート池内の東端に「ちびっこつり場」（2007年閉鎖）の設置が許可され、区が都から池の一角を借り受け、そこに魚を放流して運営した。また喜楽園、金木園にもそれぞれ釣り堀があり、金木園にはプールもあった。その他、旧住友銀行運動場テニスコートの南下、旧早稲田通りと石神井川の間に、阿佐ヶ谷で1924年（大正13年）創業の釣り堀「寿々木園」の養魚場（金魚、鯉）があった。西武バス石神井公園駅南口 - 南田中車庫行のバス停名に今も残る「喜楽沼」も釣り堀だった。
- 「養魚場」1930年に現在の中之島以西に開設。
- 「石神井釣り道場」三宝寺池地区の1939年まで100mプールだった場所に開設[13]。
- 「ちびっこつり場」ボート池内の東端に設置[9]。
- 「喜楽園釣り堀」（旧第二豊田園、現石神井公園記念庭園。釣り堀は現第一駐車場内の下方にあった）[10]。
- 「金木園釣り堀／プール」（現区立和田堀公園 - 和田堀緑地一帯）
- 「寿々木園」養魚場。旧住友銀行運動場テニスコートの南下、石神井川の近く。

### 隣接施設など
施設・公園
- 練馬区立石神井公園ふるさと文化館（都市計画上は石神井公園）
  - 石神井プール
- 練馬区立池淵史跡公園（茅葺屋根の旧内田家住宅、中村橋から移築展示。夜9時半に閉園）
- 練馬区立石神井松の風文化公園（(旧日銀運動場。2014年開園。）
- 東京海上日動石神井スポーツセンター（1960年代開設。2018年に旧体育館に隣接してグラウンドだった場所に新体育館建設。その後旧体育館の場所は石神井松の風文化公園の拡張部分として整備）
- 旧三井住友銀行運動場（都が買収し、2012年から石神井公園B地区野球場、テニスコート等として開園）

寺社
- 石神井氷川神社
- 三宝寺
- 道場寺
- 禅定院
- 延命地蔵
- 和田稲成神社
- 石神井神社

川・道路
- 石神井川（石神井公園の南側を流れる）
- 石神井公園通り（商店街から石神井公園に南下する通り）
- 井草通り（都道444号。三宝寺池と石神井池を隔てる通り）
- 旧早稲田通り（都道25号。石神井公園の南側を石神井川と並走）

## 公園を舞台とした作品

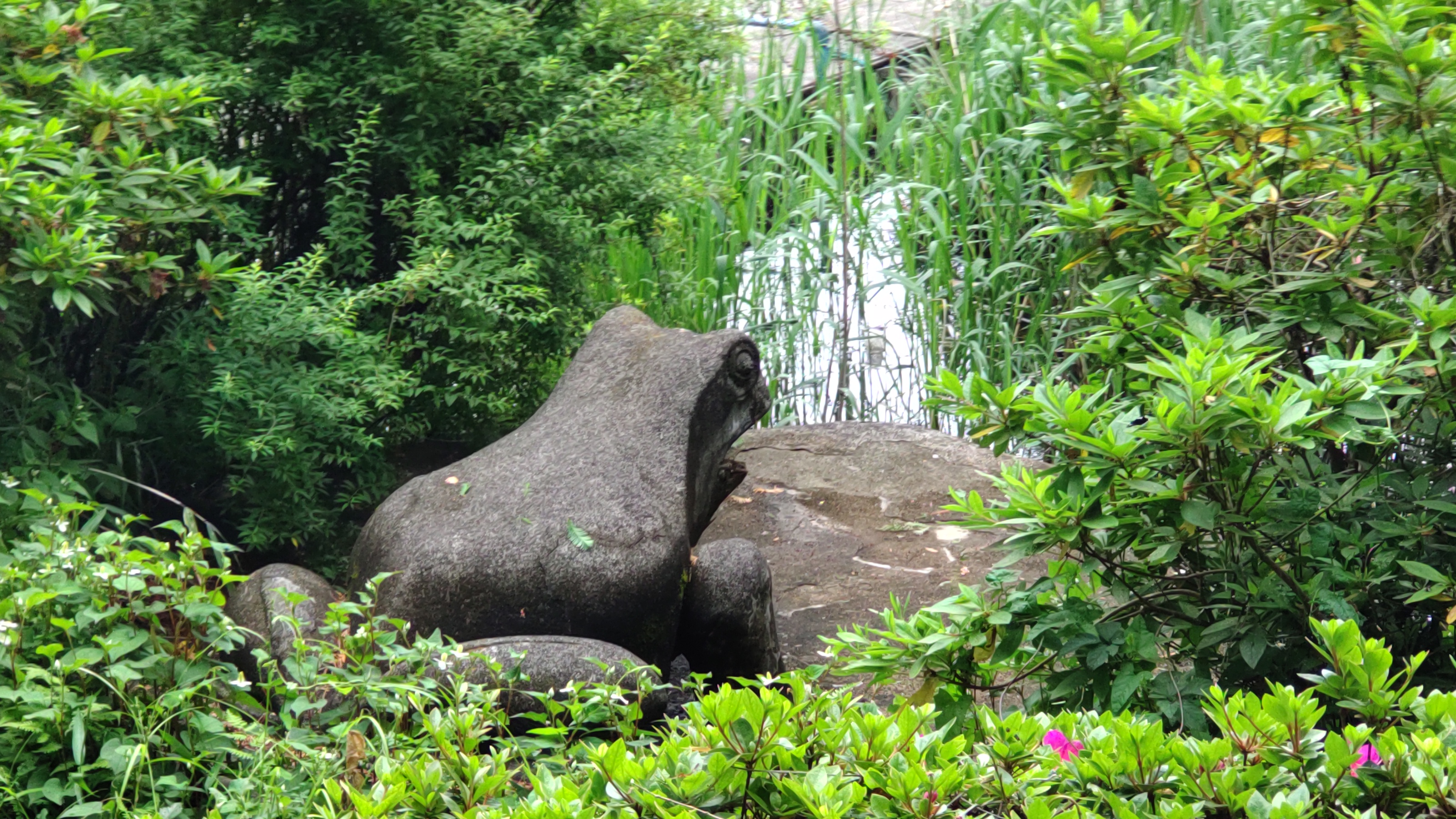
ボート池のカエル像。石神井公園はど根性ガエルの舞台である。

石神井公園から生まれた作品も多い。

### 音楽
- Mr.Childrenの桜井和寿はここをジョギングしている時に、ダブルミリオンを記録した曲『Tomorrow never knows』の歌詞を思いついた、というエピソードがある。

### アニメ・漫画
- 『ど根性ガエル』の舞台は石神井公園付近がモデルになっている。
- 『めぞん一刻』の登場人物が石神井公園のボートに乗るシーンがある。アニメ67話で一刻館の住人、五代宛の封筒に「都内練馬区…3の3の9」（〒177 東京都練馬区時計坂３ノ３ノ９ 一刻館」の文字が見える。（ただし舞台は当初東久留米市をモデルとしている）。

### 漫画
- 「島耕作シリーズ」の作中には、ボートに乗るなど数多く石神井公園でのシーンが登場する。
- 『孤独のグルメ』には、石神井公園の売店を舞台にした一編がある。
- 『湾岸ミッドナイト』には石神井公園をモデルとしたシーンが描かれている。
- 『究極超人あ〜る』で、春風高校光画部の春合宿の舞台となっている。
- 「ペリカンロード」の作中では、主人公が火の付いた友人のバイクに乗り三宝寺池に飛び込むシーンがある。

### 映画
- 『火宅の人』のラスト。石神井池。
- 『ずっと前から好きでした。〜告白実行委員会〜』には、石神井公園及び周辺が舞台となっている。
- 『Wの悲劇』の冒頭、早朝の石神井公園の野外舞台で主人公浩子（薬師丸ひろ子）が昭夫（世良公則）と出会う。

### 小説
- 新井素子の『いつか猫になる日まで』では、舞台として石神井公園が使われている。
- 『石神井橋』に登場する「石神井橋」は三宝寺池の橋がモデルである。また主人公は石神井中学校の卒業生ということになっている。

## 関連文献
- 斎藤長秋 編「巻之四 天権之部 三宝寺池/弁財天/氷川明神/石神井城址」『江戸名所図会』 3巻、有朋堂書店〈有朋堂文庫〉、1927年、60-63頁。NDLJP:1174157/35。